# Alvania burrardensis
Alvania burrardensis är en snäckart som beskrevs av Bartsch 1921. Alvania burrardensis ingår i släktet Alvania och familjen Rissoidae. Inga underarter finns listade i Catalogue of Life.